# Souligné-Flacé
Souligné-Flacé est une commune française, située dans le département de la Sarthe en région Pays de la Loire, peuplée de 646 habitants.
La commune fait partie de la province historique du Maine, et se situe dans la Champagne mancelle.

## Géographie

### Lieux-dits et écarts
Les Anaudières, le Chanteloup.

### Communes limitrophes
| Brains-sur-Gée       | Coulans-sur-Gée | Chaufour-Notre-Dame, Fay |
| Crannes-en-Champagne | Souligné-Flacé  | Étival-lès-le-Mans       |
| Chemiré-le-Gaudin    | Louplande       | Louplande                |

### Climat
Pour des articles plus généraux, voir Climat des Pays de la Loire et Climat de la Sarthe.
En 2010, le climat de la commune est de type climat océanique dégradé des plaines du Centre et du Nord, selon une étude du CNRS s'appuyant sur une série de données couvrant la période 1971-2000. En 2020, Météo-France publie une typologie des climats de la France métropolitaine dans laquelle la commune est exposée à un climat océanique et est dans la région climatique  Moyenne vallée de la Loire, caractérisée par une bonne insolation (1 850 h/an) et un été peu pluvieux. 
Pour la période 1971-2000, la température annuelle moyenne est de 11,1 °C, avec une amplitude thermique annuelle de 14,2 °C. Le cumul annuel moyen de précipitations est de 709 mm, avec 12 jours de précipitations en janvier et 6,9 jours en juillet. Pour la période 1991-2020, la température moyenne annuelle observée sur la station météorologique de Météo-France la plus proche, sur la commune du Mans à 14 km à vol d'oiseau, est de 12,4 °C et le cumul annuel moyen de précipitations est de 693,4 mm,. Pour l'avenir, les paramètres climatiques de la commune estimés pour 2050 selon différents scénarios d'émission de gaz à effet de serre sont consultables sur un site dédié publié par Météo-France en novembre 2022.

## Urbanisme

### Typologie
Au 1er janvier 2024, Souligné-Flacé est catégorisée commune rurale à habitat dispersé, selon la nouvelle grille communale de densité à sept niveaux définie par l'Insee en 2022.
Elle est située hors unité urbaine. Par ailleurs la commune fait partie de l'aire d'attraction du Mans, dont elle est une commune de la couronne,. Cette aire, qui regroupe 144 communes, est catégorisée dans les aires de 200 000 à moins de 700 000 habitants,.

### Occupation des sols
L'occupation des sols de la commune, telle qu'elle ressort de la base de données européenne d’occupation biophysique des sols Corine Land Cover (CLC), est marquée par l'importance des territoires agricoles (92,6 % en 2018), une proportion identique à celle de 1990 (92,6 %). La répartition détaillée en 2018 est la suivante : 
terres arables (57,4 %), prairies (32,8 %), forêts (4,2 %), zones urbanisées (3,2 %), zones agricoles hétérogènes (2,4 %). L'évolution de l’occupation des sols de la commune et de ses infrastructures peut être observée sur les différentes représentations cartographiques du territoire : la carte de Cassini (XVIIIe siècle), la carte d'état-major (1820-1866) et les cartes ou photos aériennes de l'IGN pour la période actuelle (1950 à aujourd'hui).

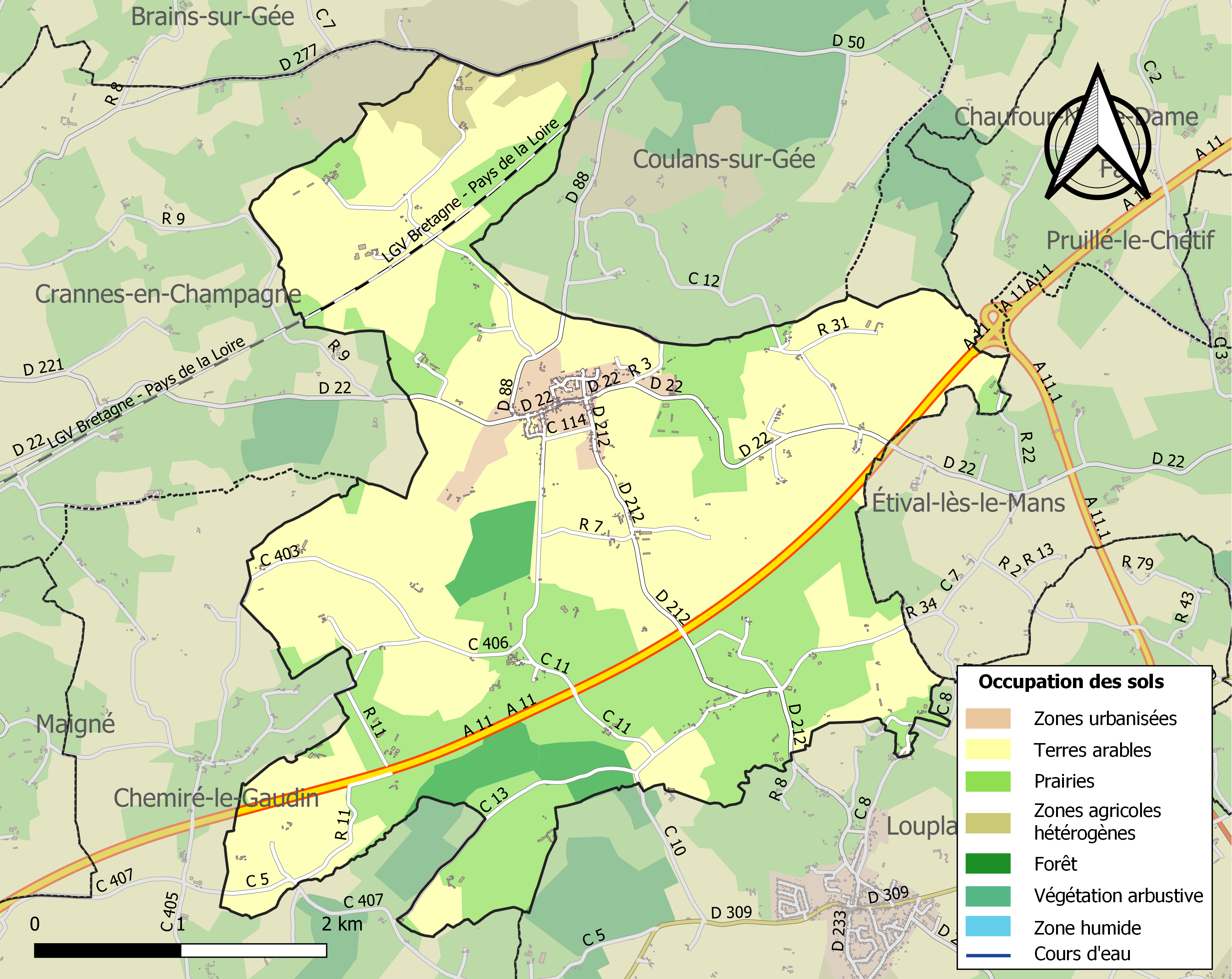
Carte des infrastructures et de l'occupation des sols de la commune en 2018 (CLC).

## Toponymie
L'origine de Souligné serait de l'anthroponyme gallo-romain Sollinius[réf. nécessaire].
Julien Rémy Pesche donne Flaco, « flaque d'eau », l'origine possible du nom de Flacé.
Le gentilé est Soulignéens.

## Histoire
En 1810, Flacé (261 habitants) est absorbé par Souligné-sous-Vallon (décret du 8 novembre 1810). La commune, souvent confondue avec Souligné-sous-Ballon, est rebaptisée Souligné-Flacé en 1935.

## Politique et administration
| Période                                  | Période   | Identité            | Étiquette | Qualité     |
| ---------------------------------------- | --------- | ------------------- | --------- | ----------- |
| ?                                        | mars 2001 | Jean-Pierre Charron | -         | -           |
| mars 2001                                | mars 2014 | Régis Lamy          | SE        | Agriculteur |
| mars 2014                                | En cours  | Luc Bourmault       | SE        | Agriculteur |
| Les données manquantes sont à compléter. |           |                     |           |             |

## Démographie
L'évolution du nombre d'habitants est connue à travers les recensements de la population effectués dans la commune depuis 1793. Pour les communes de moins de 10 000 habitants, une enquête de recensement portant sur toute la population est réalisée tous les cinq ans, les populations de référence des années intermédiaires étant quant à elles estimées par interpolation ou extrapolation. Pour la commune, le premier recensement exhaustif entrant dans le cadre du nouveau dispositif a été réalisé en 2005.
En 2022, la commune comptait 646 habitants, en évolution de −6,78 % par rapport à 2016 (Sarthe : −0,25 %, France hors Mayotte : +2,11 %).
| 1793 | 1800 | 1806 | 1821 | 1831  | 1836  | 1841  | 1846  | 1851 |
| ---- | ---- | ---- | ---- | ----- | ----- | ----- | ----- | ---- |
| 701  | 610  | 705  | 977  | 1 034 | 1 011 | 1 020 | 1 002 | 976  |

| 1856 | 1861 | 1866 | 1872 | 1876 | 1881 | 1886 | 1891 | 1896 |
| ---- | ---- | ---- | ---- | ---- | ---- | ---- | ---- | ---- |
| 986  | 971  | 922  | 828  | 841  | 824  | 842  | 774  | 768  |

| 1901 | 1906 | 1911 | 1921 | 1926 | 1931 | 1936 | 1946 | 1954 |
| ---- | ---- | ---- | ---- | ---- | ---- | ---- | ---- | ---- |
| 716  | 714  | 729  | 628  | 594  | 571  | 585  | 590  | 528  |

| 1962 | 1968 | 1975 | 1982 | 1990 | 1999 | 2005 | 2006 | 2010 |
| ---- | ---- | ---- | ---- | ---- | ---- | ---- | ---- | ---- |
| 531  | 509  | 460  | 593  | 654  | 663  | 688  | 733  | 718  |

| 2015 | 2020 | 2022 | - | - | - | - | - | - |
| ---- | ---- | ---- | - | - | - | - | - | - |
| 692  | 665  | 646  | - | - | - | - | - | - |

## Lieux et monuments
- Château de Maquillé du XVIe siècle.
- Château des Épichelières[20].
- Manoir de Monceaux des XIVe et XVe siècles.

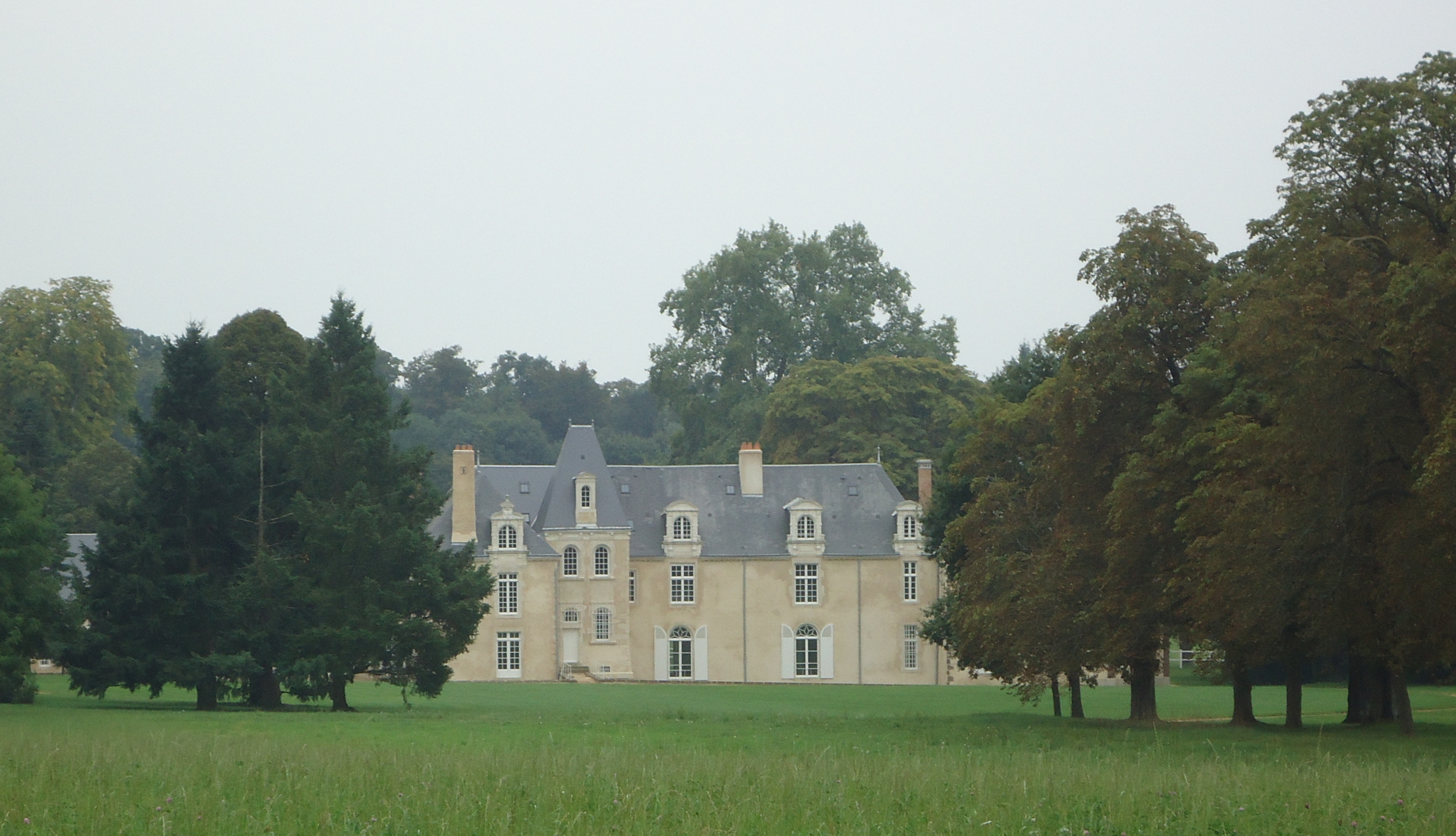
Le château de Maquillé.

- Manoir de Bellefontaine des XVe et XVIIIe siècles.
- Manoir de la Roche.

### Patrimoine religieux
- Église Saint-Rigomer, des Xe et XVIe siècles[21], contenant de nombreux objets et décors classés monuments historiques au titre d'objets[22].
- Chapelle Saint-Jean-Baptiste de Flacé, des XIe siècle, XVe et XVIe siècles, classée au titre des monuments historiques[23], contenant de nombreux objets et décors classés monuments historiques au titre d'objet[22].

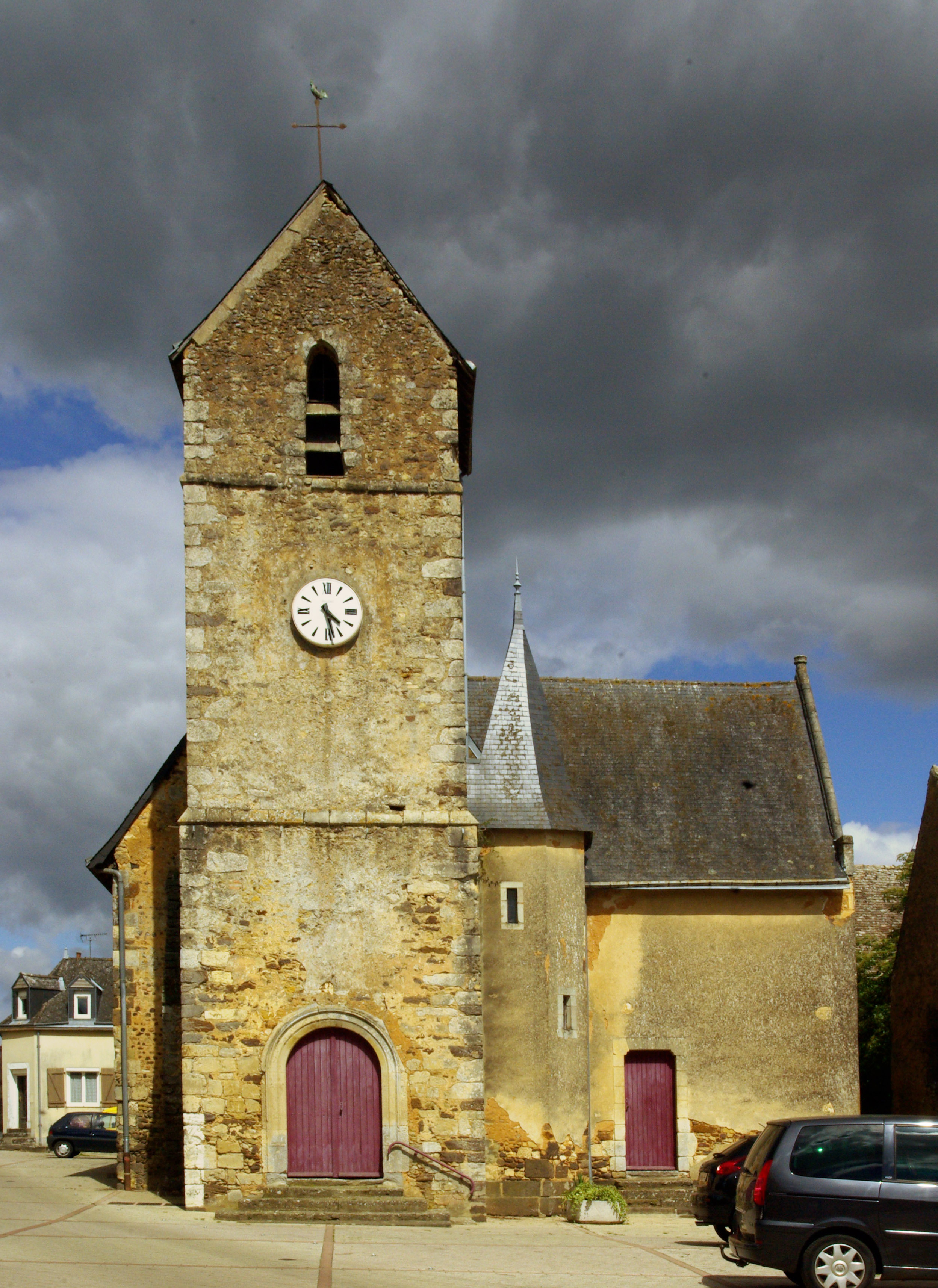
L'église Saint-Rigomer.
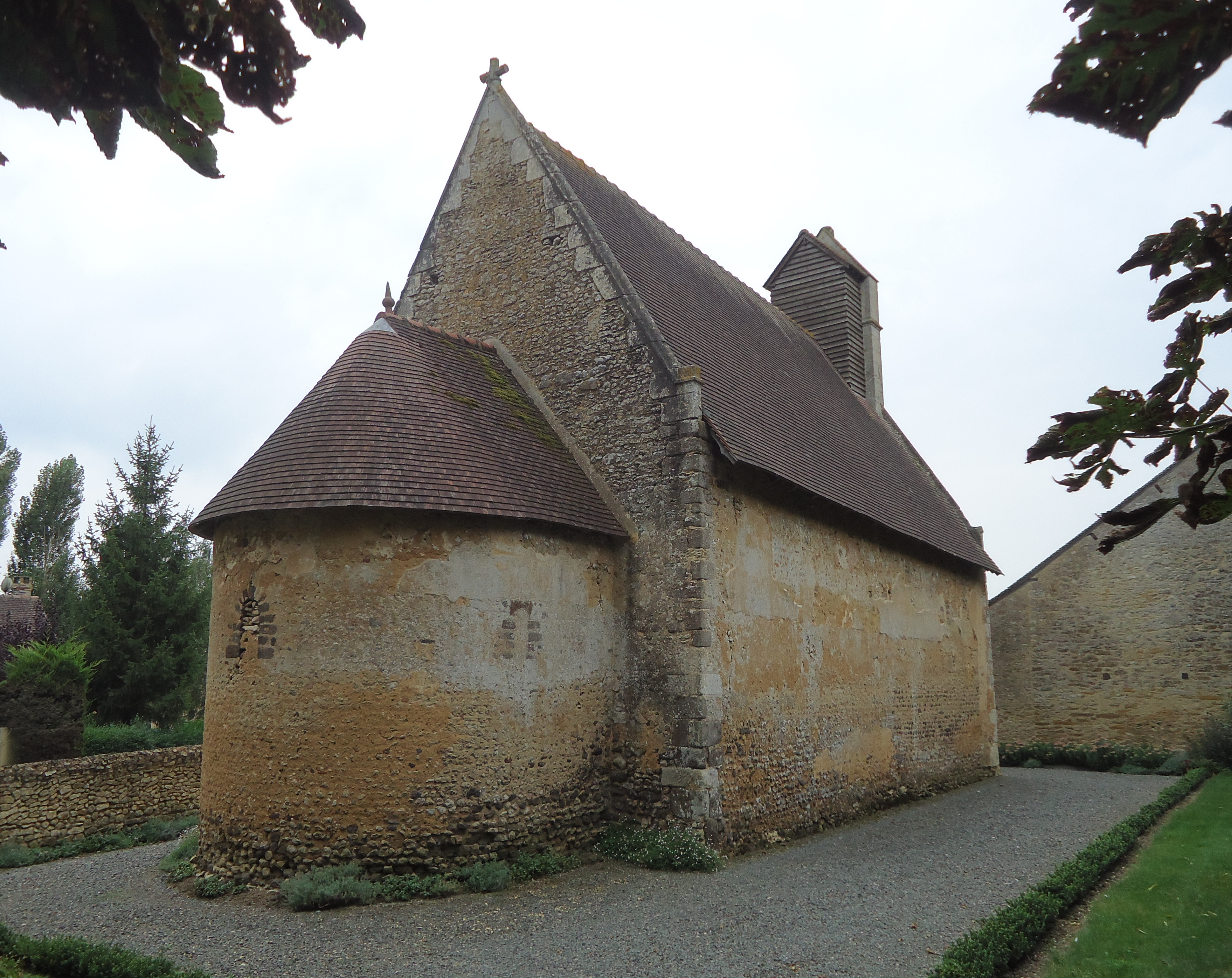
La chapelle Saint-Jean-Baptiste de Flacé.

## Activité et manifestations
- 1er dimanche de mai : bric-à-brac avec restauration sur place et concours de pêche au plan d'eau.
- Juin : fête de l'école.
- Juillet : feu d'artifice sur le plan d'eau et bal.
- Décembre : marché de Noël.

## Personnalités liées
- Charles Guillard, né à Souligné-sous-Vallon, mort le 13 novembre 1537 également à Souligné. Conseiller au parlement de Paris puis président à mortier en 1508. Connu pour son rôle d'ambassadeur et pour avoir parlementé la paix avec l'Empire en 1515.